# Champagneux
Champagneux – miejscowość i gmina we Francji, w regionie Owernia-Rodan-Alpy, w departamencie Sabaudia.
Według danych na rok 1990 gminę zamieszkiwało 327 osób, a gęstość zaludnienia wynosiła 31 osób/km² (wśród 2880 gmin regionu Rodan-Alpy Champagneux plasuje się na 1303. miejscu pod względem liczby ludności, natomiast pod względem powierzchni na miejscu 1078.).